# Trichopteryx exportata
Trichopteryx exportata là một loài bướm đêm trong họ Geometridae.